# 中国—洪都拉斯关系
中国—洪都拉斯关系（西班牙語：Relaciones China-Honduras）是指历代中國与洪都拉斯（現多指中华人民共和国與宏都拉斯共和国）的双边关系。
1564年，西班牙人米格尔·洛佩斯·德莱加斯皮奉命启程远航，并于其后首次开通自西班牙中美洲殖民地经菲律宾至中国的贸易路线。清末新政后大清政府未与洪都拉斯建交，直至1941年洪都拉斯才与中华民国建立外交关系。2023年3月26日，洪都拉斯决定与中华民国政府断交，并与中华人民共和国自当日起建立大使级正式外交關係。

## 历史
1524年，西班牙军队开始征服洪都拉斯，同年沦为西班牙殖民地，行政上属新西班牙總督轄區。1564年，米格尔·洛佩斯·德莱加斯皮奉国王命令开启远征，意图在菲律宾建立殖民基地，并打通菲律宾和美洲之间的商业航线，进而以菲律宾作为中转地进口中国商品，通过太平洋航线运至新西班牙，再运回西班牙本土。明代《坤輿萬國全圖》将洪都拉斯稱之為「酆度蠟」。清代徐继畬《瀛寰志略》中则将洪都拉斯称之为“鬨都拉斯”。
清朝末年，清政府与墨西哥、巴拿马等中美洲国家建有外交关系，但并未与洪都拉斯建交。1941年4月9日，中華民國與宏都拉斯於建立公使級外交關係，并于1944年派中华民国駐巴拿馬公使兼駐宏都拉斯。洪都拉斯曾经在英属香港设有总领事馆，但在1997年香港回归前关闭。
2023年3月14日，時任洪都拉斯總統希奥玛拉·卡斯特罗表示已開始處理與中華人民共和國建立正式關係事宜。洪都拉斯方面表示考慮與中華人民共和國建交的原因是經濟因素而非意識形態。同月22日，洪都拉斯外長啓程前往中國大陸推動建交。北京時間2023年3月26日上午8點（洪都拉斯時間25日下午6點），洪都拉斯外交部在推特宣佈與中華民國政府斷交，並承認中華人民共和國是代表中國的唯一合法政府，台灣是中國領土不可分割的一部分。同日稍晚两国外交部部長在北京签署《中华人民共和国和洪都拉斯共和国关于建立外交关系的联合公报》，正式建交。

## 政治交流
1952年，洪都拉斯政府曾派代表團參加在北京舉行的亚洲太平洋地区和平会议。
洪都拉斯曾经于2011年计划关闭部分位于拉丁美洲国家的使领馆，并用其运营经费在中华人民共和国建立半官方性质的貿易發展辦事處，但最终不了了之。
2015年1月，洪都拉斯代理外长奥乔亚来华出席中国—拉共体论坛首届部长级会议。2018年1月21日至22日，洪都拉斯代表团参加在智利圣地亚哥举行的中国—拉共体论坛第二届部长级会议。
2021年5月11日，時任洪都拉斯总统胡安·奥兰多·埃尔南德斯表示，为获得冠病疫苗，洪都拉斯可能在中国大陆设立贸易办事处，将参考中方提出的建议行事，寻找“外交桥梁”，不過後於11月卸任前夕訪問臺灣，強調與中華民國關係穩固。2021年洪都拉斯大选中，自由和重建组织竞选人希奥玛拉·卡斯特罗表示承诺如果竞选成功，将与中華人民共和國展开外交关系，但之後其競選團隊卻表示會繼續維持與中華民國的外交關係。
2022年12月31日，洪都拉斯外交部部长爱德华多·恩里克·雷纳在出席巴西总统卢拉就职典礼期间会见中華人民共和国外交部副部长谢锋，商谈合作建设帕图卡二号大坝。
2023年3月，洪都拉斯總統希奥玛拉·卡斯特罗及外長相继表示与中华人民共和国政府建交的意愿。2023年3月23日，台湾《Newtalk新聞》轉述知情人士消息稱卡蕬楚政府一上任就向中华人民共和国政府提出60億美元建設方案作為與中华人民共和国的建交條件，并向中华民国政府提出25億美元的金援请求。2023年3月26日，洪都拉斯外交部宣布该国与中华人民共和国政府建交，并与中华民国政府断交。2023年6月5日，中国驻洪都拉斯大使馆举行开馆仪式。
2023年6月9日，洪都拉斯总统希奥玛拉·卡斯特罗抵达上海，是洪都拉斯总统首次对中華人民共和国进行国事访问。6月11日，洪都拉斯驻华大使馆在北京开设，首任大使为药理学家萨尔瓦多·蒙卡达。
2023年7月7日，洪都拉斯官員向中國官員表示貿易和投資的倡議的一部分，洪都拉斯需要200億美元修建一條連接大西洋和太平洋海岸鐵路，宏都拉斯經濟發展部長賽拉托（Fredy Cerrato），表示和中國官員談論有關修建水壩和發電的基礎設施項目。

## 经贸关系
2022年，兩國贸易额为15.9亿美元，其中中國出口15.6亿美元，進口2923.9万美元，與過去同期相比分别下降1.6%、1.3%和14.3%。
2023年7月7日，中国-洪都拉斯自贸协定第一轮谈判啟動。9月4—7日，第二轮谈判啟動。12月11—12日，第三轮谈判啟動。

## 交流

### 旅行与签证
洪都拉斯目前单方面允许中华人民共和国外交及公务护照免签证入境洪都拉斯，中国公民若持有有效美国签证的普通护照，也可免签证入境洪都拉斯。
中华人民共和国对洪都拉斯相关事务曾由驻墨西哥大使馆兼辖，2007年中華人民共和国与哥斯达黎加建交后，改为由驻哥斯达黎加大使馆兼辖。2023年6月，中国驻洪都拉斯大使馆开设。